# 1797 Schaumasse
1797 Schaumasse è un asteroide della fascia principale. Scoperto nel 1936, presenta un'orbita caratterizzata da un semiasse maggiore pari a 2,2363590 au e da un'eccentricità di 0,0243577, inclinata di 3,13956° rispetto all'eclittica.
L'asteroide è dedicato all'astronomo finlandese Alexandre Schaumasse.